# Université d'État de Papouasie
L’université d'État de Papouasie (nom local : Universitas Negeri Papua, abrégé en UNIPA ; en anglais : State University of Papua) est une université située à Manokwari, dans la province de Papouasie occidentale, en Indonésie. Elle a été fondée le 3 novembre 2000, après avoir été la faculté d'Agriculture de l'université Cenderawasih à Jayapura. Elle enseigne désormais l'économie, les forêts, les sciences agricoles et les sciences de la terre.